# Tomáš Tregler
Tomáš Tregler (* 1. listopadu 1990) je český stolní tenista, který je v současnosti (sezóna 2024/2025) členem HB Ostrov Havlíčkův Brod. V současnosti hraje českou extraligu.

## Kariéra
Ve světovém žebříčku stolních tenistů je v současnosti na 172 místě v květnu 2019.Tento hráč se pohybuje mezi druhou a třetí stovkou světového žebříčku. Je člen národního výběru. Úspěchy sbíral převážně jako člen juniorských družstev. Jeho nejúspěšnější sezóny jsou roky 2007 a 2012/2013, kdy se stal dvojnásobným medailistou na Mistrovství České republiky v stolním tenise, které se konalo na počátku března 2013 v Teplicích.
Během své kariéry porazil i Petra Korbela, úspěšného stolního tenistu, který na LOH 1996 v Atlantě vybojoval čtvrté místo. Petra Korbela porazil také v souboji El Niňa a Sten Marketingu HB Ostrov Havlíčkův Brod, který se odehrál 13. prosince 2012 v extralize na Kotlářce.
V roce 2014 přestoupil z El Niňa do STEN Marketing HB Ostrov, se kterým získal v letech 2015 a 2016 titul mistra ČR. Po sezóně 2015/16 přestoupil do klubu TTC Ostrava 2016. S tímto klubem získal dva mistrovské tituly a to z let 2017 a 2018 a v roce 2019 skončil se svým klubem na druhém místě. Po této sezoně přestoupil do klubu SKST Cheb a v roce 2020 se vrátil do HB Ostrov, s nímž získal v roce 2021 další mistrovský titul. V roce 2022 a 2023 vyhrál s klubem HB ostrov extraligu.

## Úspěchy v soutěžích
- 2. místo v družstvech juniorů na MEJ (2007)
- čtvrtfinále ve smíšené čtyřhře juniorů na MEJ (2007)
- osmifinále ve dvouhře juniorů na MEJ (2007)
- 2. místo v družstvech kadetů na MEJ (2005)
- čtvrtfinalista dvouhry a čtyřhry kadetů na MEJ (2005)
- 1. místo ve dvouhře, čtyřhře a družstvech na WJC Alžírska (2007)
- 2. místo ve čtyřhře juniorů na WJC Španělska (2007)
- 3× mistr ČR staršího žactva (2005)
- 1. místo ve čtyřhře juniorů na MČR (2007)
- 2× mistr ČR ve čtyřhře mužů (2012, 2013)- spoluhráčem Tomáš Konečný
- 3. místo ve smíšené čtyřhře na MČR (2013)
- 1. místo v Superlize s týmem El Niňo Praha (2013)
- 5× mistr ČR družstva mužů (2010, 2011, 2015, 2016, 2017, 2018, 2020)[1]
- Výhra extraligy ČR (2022,2023)